# Таинственный сад (фильм, 2020)
«Таинственный сад» (англ. The Secret Garden) — фильм в жанре фэнтези от режиссёра Марка Мандена, основанный на классическом романе британской писательницы Фрэнсис Элизы Бёрнетт, впервые опубликованном в 1911 году. Главные роли в картине исполнили Колин Фёрт, Джули Уолтерс и Дикси Эгерикс. Продюсером выступил Дэвид Хейман.
Мировая премьера фильма должна была состояться 17 апреля 2020 года, но была перенесена на 14 августа 2020 года из-за пандемии COVID-19. В России фильм вышел в онлайн-кинотеатрах 1 сентября 2020 года.

## В ролях
- Колин Фёрт — Лорд Арчибальд Крейвен
- Амир Уилсон — Дикон
- Джули Уолтерс — Миссис Медлок
- Мейв Дермоди — Элис
- Дикси Эгерикс — Мэри Леннокс
- Джемма Пауэлл — Грейс Крейвен
- Эдан Хэйхёрст — Колин Крейвен
- Соня Госвами — Аайя
- Энн Лэйси — Миссис Питчер
- Пол Дж. Рэймонд — Асан

## Производство
В июне 2016 года появилась информация о том, что компании Heyday Films и StudioCanal объединились для экранизации новой версии книги «Таинственный сад» и наняли Джека Торна для написания сценария.
В январе 2018 года Марк Манден был назначен режиссёром предстоящего фильма. В апреле к актёрскому составу присоединились Колин Фёрт и Джули Уолтерс. В конце месяца начались съемки
Часть фильма была снята в Йоркшире. Также съемки проходили в садах Айфорд Мэнор, недалеко от Бата, и в саду Боднанс, недалеко от Конви, Северный Уэльс. В числе съемочных площадок: Trebah Gardens, Cornwall, Abbotsbury Subtropical Gardens, Dorset & Puzzlewood, Forest of Dean и Helmsley Walled Garden в Северном Йоркшире.
Первоначально, в мае 2018 года фильм был куплен для показа в Северной Америке компанией Global Road Entertainment. В марте 2019 года права на показ также приобрели в STXfilms.

## Маркетинг
Компания StudioCanal опубликовала в сети первый трейлер картины 17 сентября 2019 года. Его локализованная версия появилась в интернете 31 октября.